# Рябов, Николай Тимофеевич
Никола́й Тимофе́евич Ря́бов (род. 9 декабря 1946, Сальск, Ростовская область) — российский государственный деятель, дипломат. Чрезвычайный и полномочный посол (1996).

## Биография
Окончил Сальский сельскохозяйственный техникум.
- В 1966—1971 годах — тракторист конезавода им. С. М. Будённого (Сальский район Ростовской области).
- В 1972—1973 годах — инженер завода «Сальсксельмаш».
- В 1973 году — мастер производственного обучения и военный руководитель школы № 78 посёлка Гигант Ростовской области.
- В 1973—1990 годах — преподаватель, заместитель директора Сальского сельскохозяйственного техникума.
- В 1979 году окончил юридический факультет Ростовского государственного университета (вечернее отделение).

### Политическая карьера
- В 1990—1991 годах — председатель подкомитета Комитета по законодательству Верховного Совета РСФСР.
- С 2 октября 1991 по 23 декабря 1992 года — председатель Совета Республики Верховного Совета России[1].
- С 14 декабря 1992 по 23 сентября 1993 года — заместитель председателя Верховного Совета Российской Федерации[2][3].
- С 24 сентября 1993 по 14 ноября 1996 года — председатель Центральной избирательной комиссии Российской Федерации.

Руководил избирательным процессом в ходе выборов в Государственную думу в 1993 и 1995 годах, выборов в Совет Федерации в 1993 году и президентских выборов в 1996 году.

### Дипломатическая служба
- С 12 ноября 1996 по 9 сентября 2000 года — чрезвычайный и полномочный посол Российской Федерации в Чешской Республике[4][5].
- С 9 сентября 2000 по 19 октября 2004 года — чрезвычайный и полномочный посол Российской Федерации в Азербайджанской Республике[6][7].
- С 19 октября 2004 по 27 июля 2007 года — чрезвычайный и полномочный посол Российской Федерации в Республике Молдова[8][9].

С 27 июля 2007 года — на пенсии.

## Семья
Женат, имеет сына.

## Награды
- Медаль «Защитнику свободной России» (5 августа 1994) — за исполнение гражданского долга при защите демократии и констиуционного строя 19-21 августа 1991 года, большой вклад в проведение в жизнь демократических преобразований, укрепленние дружбы и сотрудничества между народами[10]
- Почётная грамота президента Российской Федерации (12 декабря 2008) — за активное участие в подготовке проекта Конституции Российской Федерации и большой вклад в развитие демократических основ Российской Федерации[11]
- Благодарность президента Российской Федерации (5 декабря 2001) — за большой вклад в разработку и внедрение Государственной автоматизированной системы «Выборы» и многолетнюю добросовестную работу[12]
- Благодарность президента Российской Федерации (26 мая 2007) — за заслуги в реализации внешнеполитического курса Российской Федерации и многолетнюю дипломатическую службу[13]
- Почётный работник Министерства иностранных дел Российской Федерации — за многолетнюю и плодотворную работу в Министерстве[14]
- Орден «Слава» (Азербайджан, 2004) — за заслуги в развитии дружественных отношений между двумя государствами за время дипломатической деятельности в Азербайджане[15]
- Орден Православной Церкви в Чешских землях и Словакии в честь святых равноапостольных Кирилла и Мефодия (2009 год)[16]
- Орден Республики (Приднестровье, 2007) — за особые заслуги перед народом Приднестровья и большой вклад в укрепление дружбы и сотрудничества между Российской Федерацией и Приднестровской Молдавской Республикой [17]
- Золотая медаль имени Кафки (Фонд Кафки, Прага, Чехия, 1999) — за вклад в развитие российско-чешских культурных связей и помощь русскому искусству в Чехии[18]

## Дипломатический ранг
- Чрезвычайный и полномочный посол (12 ноября 1996)[19].